# Johannes II. Leiterbach

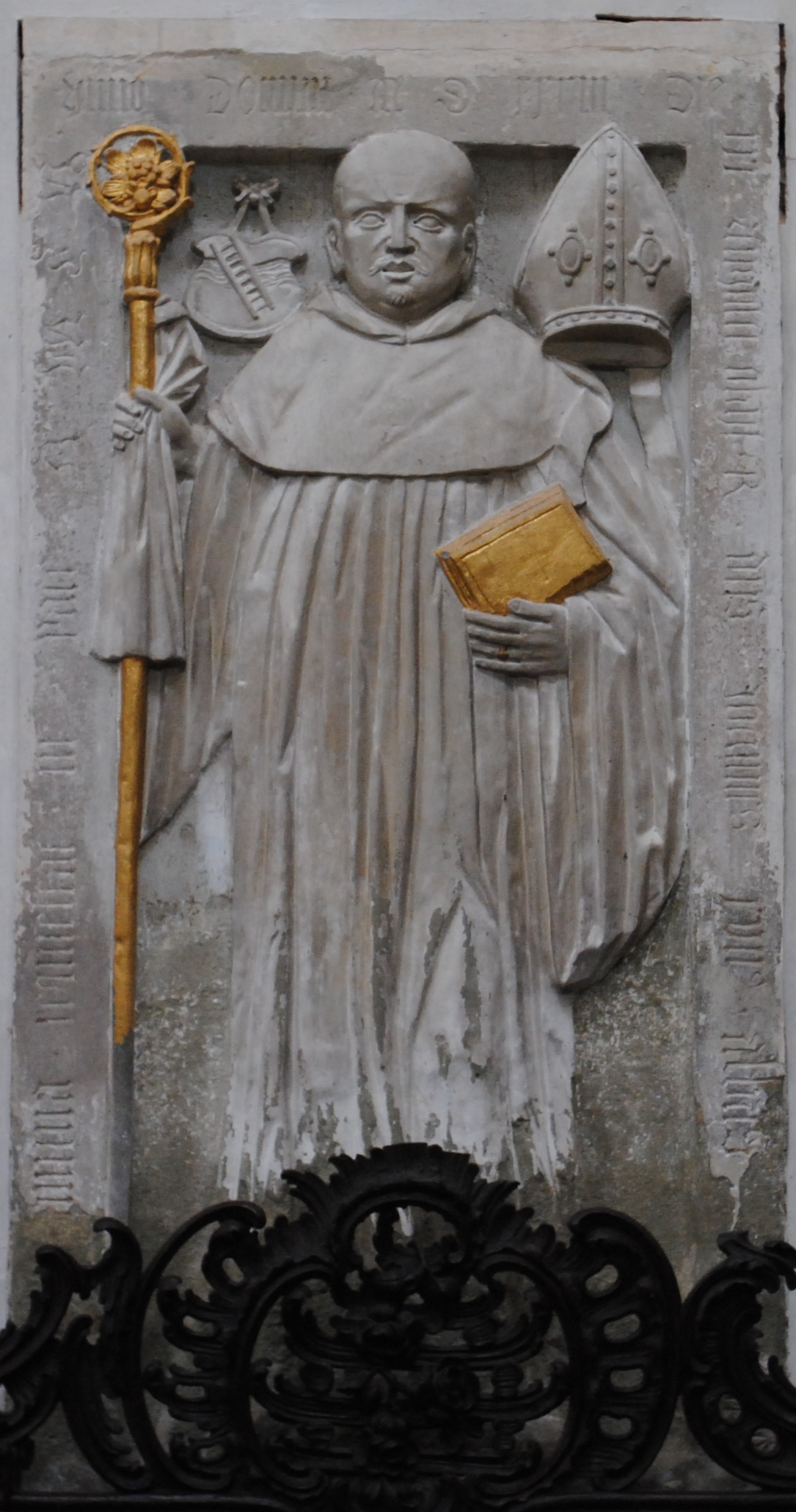
Das Epitaph des Johannes II. Leiterbach in der Klosterkirche

Johannes II. Leiterbach (auch Johann Leiterbach; * in Burgwindheim; † 3. August 1533 in Ebrach) war von 1503 bis zu seiner Absetzung 1531 Abt des Zisterzienserklosters in Ebrach.

## Leben

### Konflikte mit Würzburg
Johannes Leiterbach wurde wohl in der zweiten Hälfte des 15. Jahrhunderts im oberfränkischen Burgwindheim geboren. Über seine Eltern schweigen die Quellen. Ebenso werden seine Jugend und Ausbildung nirgends erwähnt. Erst mit dem Tod seines Vorgängers im Abtsamt, Veit Vendt im Oktober 1503, wurde Leiterbach wieder fassbar. Er wurde noch im selben Jahr als Johannes II. zum dreißigsten Abt des Klosters Ebrach gewählt.
Johannes übernahm einen großen Konvent mit insgesamt 75 Religiosen. Die durch Martin Luther bald ausgelöste Reformation führte allerdings dazu, dass sich zu Beginn des 16. Jahrhunderts 15 Ebracher Mönche der neuen Konfession anschlossen und das Kloster dadurch geschwächt wurde. Gleichzeitig begann unter der Bischof von Würzburg, Konrad II. von Thüngen, gegen das Kloster vorzugehen, da es durch seine vielen Privilegien nicht mehr würzburgisch aber noch nicht reichsunmittelbar geworden war.
Auf dem Reichstag zu Worms im Jahr 1521 erhielt Johannes Leiterbach die kaiserlichen Privilegien durch Karl V. bestätigt und konnte außerdem eine Beschwerde gegen den Bischof vortragen. Eine endgültige Entscheidung wurde jedoch auf den nächsten Reichstag in Nürnberg vertagt. Konrad von Thüngen war auch nicht untätig geblieben und bekam seine Rechte gegenüber dem Kloster gleichfalls zugesichert. Diese Pattsituation verschärfte die Spannungen zwischen beiden Parteien weiter.
Konrad von Thüngen plante daraufhin den aufrührerischen Abt absetzen zu lassen und verfolgte Johannes Leiterbach auf der Heimreise von Worms. Der Abt floh in das befreundete Kloster Bronnbach und wurde von hier aus in den Bronnbacher Klosterhof nach Würzburg gebracht. Von hier aus entkam er weiter ins Kloster Heiligenthal und gelangte bald in den Ebracher Hof in Schweinfurt. Hier weigerte er sich in sein Kloster weiterzureisen, denn Konrad von Thüngen war mit Soldaten vor den Toren der Abtei erschienen.
Der Bischof ließ in Ebrach die neuausgestellten Privilegien des Kaisers vorlesen und hoffte hierdurch die Mönche zum Einlenken zu bringen. Diese warteten jedoch die Rückkehr des Abtes ab, der auch nach einigen Tagen erschien. Johannes Leiterbach verneinte aber den Privilegien des Bischofs zuzustimmen, was Konrad von Thüngen dazu veranlasste das klösterliche Amt in Herrnsdorf zu plündern. Wieder musste der Abt fliehen, diesmal nach Bayreuth. Von hier strengte er einen Prozess gegen Würzburg an, der 1523 durch einen Kompromiss beigelegt wurde. Feindseligkeiten des Bischofs waren fortan zu unterlassen.

### Bauernkrieg und Visitation
Bereits zwei Jahre später begann der Bauernkrieg auch das Klosterumland zu erreichen. Am 3. Osterfeiertag 1525 musste Johannes Leiterbach ins mittelfränkische Schwabach aufbrechen, um über die mittlerweile evangelisch gewordene Pfarrei zu verhandeln. Um den Aufständischen zu entgehen, musste Leiterbach den Mönchshabit ablegen. Dennoch wurde er gefangen und nach Mühlhausen gebracht. Die Bauern setzten ihn bald gegen ein Lösegeld auf freien Fuß und der Abt reiste nach Mönchherrnsdorf weiter.
Doch auch Herrnsdorf war von den Bauernhaufen besetzt, Johannes Leiterbach durfte aber ins Kloster weiterreisen. Inzwischen hatten jedoch Bauern, von Schlüsselfeld kommend, die Klosterregister und Vorräte zerstört, sodass Johannes abermals zur Flucht gezwungen war. Zunächst reiste er nach Bamberg, von dort weiter in den Klosterhof nach Nürnberg. Erst nach der Niederschlagung der Aufstände im September 1525 konnte Leiterbach ins Kloster zurückkehren.
Das Kloster war von den Bauern ziemlich zerstört worden: Die ganze Bibliothek war ein Raub der Flammen geworden, die Kirche war geplündert. Der Markgraf Georg von Brandenburg-Ansbach hatte die Situation ausgenutzt und das klösterliche Amt Katzwang annektiert. Abt Johannes Leiterbach verzichtete jedoch auf die Bestrafung der Bauern unter seiner Jurisdiktion. Die Schäden an den Klöstern der Umgebung war so groß, dass der Würzburger Bischof eine Säkularisation der Konvente plante. Durch die Zahlung einer Taxe konnten diese Pläne abgewendet werden.
Nach dem Bauernkrieg versuchte auch der Papst die klösterliche Ordnung wiederherzustellen und begann deshalb vermehrt Visitationen in den Abteien durchzuführen. Im Jahr 1525 beauftragte Clemens VII. bereits den Würzburger Abt von St. Stephan, Peter Faut, im Kloster Ebrach nach dem Rechten zu sehen. Dieser Besuch wurde jedoch als nicht effektiv erachtet, sodass 1529 eine erneute Visitation angesetzt wurde. Diesmal hatte man als Visitator den Würzburger Bischof Konrad auserkoren.
Am 12. Januar 1531 begann die Bestandsaufnahme. Schnell wurde klar, dass Abt Johannes Leiterbach einen Privatschatz angelegt hatte und die Gottesdienste im Kloster nicht mehr regelmäßig gefeiert wurden. Auch verletzten die Mönche regelmäßig die Schweigegebote, die innerhalb der Abtei galten. Dies führte am 20. Januar 1531 zur Absetzung des Johannes II. Leiterbach. Schnell legte der Prior, Johannes Wolf, Berufung gegen die Entscheidung ein, dies änderte jedoch nichts an der Entscheidung. Der emeritierte Abt Johannes starb am 3. August 1533.

## Wappen
Ein persönliches Wappen des Abtes Johannes Leiterbach findet sich auf seinem Epitaph in der Klosterkirche in Ebrach. Beschreibung: Eine schräg gestellte, achtstufige Leiter über einem Fluss. Da die Farben des Epitaphs heute verwittert sind, ist die Tingierung des Wappens unbekannt. Es weist als sprechendes Wappen auf den Nachnamen des Prälaten hin.